# Иван Каломенов
Иван Михайлов Каломенов е български опълченец и печатар в Следосвобожденска България. Името му се среща в различните източници по различни начини: презимето му и като Симеонов, а фамилията – и като Калименов – фамилия, възприета от сестрите и сина му.

## Биография
Иван Каломенов е роден в Севлиево, неговият баща Михал бил родом от дряновското село Каломен, откъдето е и фамилията. По спомените на неговия син, записани през 1982 година, семейството било многодетно: Иван имал двама братя – Колчо и Петьо, и няколко сестри. Точната година на раждането му е неизвестна, но е около 1857 – 1859 година.
На възраст около 18 – 20 години, едва няколко месеца след женитбата си, се записва като доброволец в Българското опълчение. Зачислен е в Четвърта дружина под командването на майор Пьотър Редкин. Участва в боевете при Шипка, Шейново, Стара Загора. Не е бил нараняван и няколко пъти е бил награждаван с военни ордени.
След Освобождението се заема с печатарска дейност в родния си град Севлиево. През 1908 г. Иван Каломенов заедно с една от сестрите си постъпва на работа като словослагател при водещия за времето си севлиевски издател Атанас Сърбенов. Скоро след това с финансовата подкрепа на Георги (Гочо) Драгошинов и участието на Ст. Хесапчиев, той основава и нова, собствена, печатница в града.
Извършва и обществена дейност като деловодител на севлиевското опълченско дружество „Лев“ („Лъв“).
Няма данни за точната година на смъртта му, но вероятно е след 1934 г.

## Признание
Със свое решение от 21 септември 1922 г. Габровският градски общински съвет обявява за почетни граждани 522 поборници и опълченци, един от които (под № 245) е Иван Симеонов (Михайлов) Каломенов.
По спомените на неговия син, също печатар, Сава Калименов, баща му е бил награден лично от цар Борис III на връх Шипка заедно с малцина останали живи опълченци. Вероятно става въпрос за тържествения ритуал на 26 август 1934 г. за откриване на Паметника на свободата на Шипка.